# Kai Tracid
Kai Tracid, nom real Kai Franz, conegut també sota el pseudònim de Kai Mac Donald, va néixer el 17 de gener de 1972 a Frankfurt del Main; és un productor musical i discjòquei alemany. Les seves produccions es mouen entre els estils de música Trance i Acid, de la qual també es deriva el seu nom artístic, que és una paraula mixta formada per dos termes.

## Desenvolupament Musical

### Inici
Tracid va començar a finals de la dècada de 1980 el seu treball com a Discjòquei. El primer contacte va ser amb el Hip-hop, no obstant això, aviat va entrar en contacte amb el jove moviment Techno, amb l'ajut dels seus amics. Una mica més tard va vendre el seu equip de discjòquei i va començar els seus primers passos com a productor musical.
Les seves primeres publicacions van aparèixer l'any 1995 sota els pseudònims Acut Genius, Formic Acid, Mac Acid i W.O.W. En el mateix any va fundar amb Frank Ellrich el projecte A*S*Y*S. D'altra banda, va fer remixos per a projectes Eurodance famosos com La Bouche, Culture Beat i No Mercy.

### Èxit
El primer disc sota el nom de Kai Tracid nom era "So Simple" i va ser publicat l'any 1996. Els primers èxits comercials que va veure, no obstant això, només un any més tard amb el single "Your Own Reality", va ser el número 22 en les llistes alemanyes de singles. Com a part del seu èxit, Tracid va prendre les seves activitats com a discjòquei de nou. Publicat al 1998, els singles "Dance For Eternity" i "Liquid Skies" han experimentat un èxit similar com "Your Own Reality". En el mateix any, Tracid va ser nominat per al VIVA Comet. També va fundar el segell discogràfic Tracid Traxxx, que va servir com una llar musical per als seus nombrosos projectes en els anys següents, i ràpidament va esdevenir un segell d'estil Hard Trance. El primer àlbum de Tracid, "Skywalker 1999", va ser publicat l'any 1999.
Els seus grans èxits se celebren en els anys següents amb singles com "Too Many Times" i "Life Is Too Short" (tots dos del 2001). Aquest últim es basa en la melodia de "El vol del drac de la sort" de Klaus Doldinger, que va aparèixer a la banda sonora de la pel·lícula La història interminable. "Life Is Too Short" va ser la cançó de Tracid on va aparèixer al top 10 en les llistes individuals alemanyes.
El 2002 va llançar el seu segon àlbum "Trance & Acid". A final de l'any va ser publicat el single "4 Just 1 Day", seguit de l'àlbum de 2003 "Contemplate (The Reason You Exist)". A diferència de l'única però l'àlbum no va poder igualar els èxits anteriors. A diferència del single, l'àlbum no va poder igualar els èxits anteriors.
Tracid va dedicar a altres projectes com el subsegell Tracid-Traxxx "Acid Files" en el qual es publica juntament amb Rob Acid, Mijk van Dijk i Ramon Zenker les produccions d'Acid i després es va retirar de l'atenció del públic.

### Actualment
Al desembre de 2006, es va anunciar un canvi musical i un altre àlbum titulat "Immortal – Studioworx 2003-2006", va sortir del projecte A*S*Y*S i Halifax inicialment el seu segell Tracid Traxxx, per a un període més tard va reviure de nou  l'etiqueta Minimal techno. Va ser seguit per dos singles, del públic en general, però, es va mantenir en gran part inadvertit.
L'àlbum anunciat no es va posar en curs fins avui, que és atribuïble, segons Tracid a la manca d'innovacions en el camp de la música Dance i un estil de vida privat.
El segell Tracid Traxxx ja s'ha resolt. Els drets musicals van ser totalment assignats als respectius artistes.
L'any 2011 es pot viure conjunts de Kai Tracid a Nature One, i la Global Gathering Festival a Polònia.
El 2013 va anunciar en una entrevista un reinici de l'etiqueta en el vell estil. Els plans corresponents ja estan disponibles.

## Curiositats
- El 2003, Tracid va tenir una aparició especial en la pel·lícula Hey DJ.
- Kai Tracid es va produir des del 2001 fins al 2003 a l'acte Q-dance a Qlimax.

## Visió general dels projectes Tracid
Tracid ha produït, a més de les publicacions sota el nom de Kai Tracid també entre nombrosos altres sinònims i amb artistes com ATB (com Farrago), Thomas P. Heckmann (com Arrakis) i Frank Ellrich (com A * S * Y * S) col·laborat.
També va ser part del projecte La decadència i produït fins a l'any 2004, les publicacions dels febles.
Tracid ha produït, a més de les publicacions sota el nom de Kai Tracid també entre nombrosos altres sinònims i produïts col·laborat amb artistes com ATB (com a Farrago), Thomas P. Heckmann (com a Arrakis), i Frank Ellrich (com a A*S*Y*S). A més a més, va formar part del projecte Der Verfall i produït fins a l'any 2004, les publicacions de Warmduscher.

### Pseudònims
- Acut Genius
- Aeon FX
- Christian Phoenix
- Computer COntrolled
- Formic Acid
- K
- Kenji Ogura
- Mac Acid
- Mac Music
- TBA
- Tek
- Tyrone T.B.
- W.O.W.

### Projectes amb altres músics
- 24 Hours (amb Torben Schmidt)
- A*S*Y*S (amb Frank Ellrich)
- Arrakis (amb Thomas P. Heckmann)
- Angel of Death (amb Christian Schek)
- Der Verfall (amb Alex Butcher & Alexander Abraham)
- Farrago (amb ATB)
- Flux (amb Thomas Pogadl)
- Phase 2 Face (amb Andreas Paul)
- Proto-Type (amb Torben Schmidt)
- Target (amb Michael Kohlbecker)
- United Deejays For Central America (amb nombrosos altres productors)
- Wizards of Sonic (amb Daniel Etzel, Frank Schlingloff & Marc Kamradt)
- Yoda (amb Sunbeam)
- Warmduscher (Thilo)

## Discografia

### Àlbums
| Any  | Títol                              | Taula de posicions | Taula de posicions | Taula de posicions |
| Any  | Títol                              | DE                 | A                  | CH                 |
| ---- | ---------------------------------- | ------------------ | ------------------ | ------------------ |
| 1999 | Skywalker 1999                     | 34                 | -                  | -                  |
| 2002 | Trance & Acid                      | 16                 | -                  | 78                 |
| 2003 | Contemplate (The Reason You Exist) | 41                 | -                  | -                  |

### Singles
| Any  | Títol                          | Taula de posicions | Taula de posicions | Taula de posicions | Àlbum                              |
| Any  | Títol                          | DE                 | A                  | CH                 | Àlbum                              |
| ---- | ------------------------------ | ------------------ | ------------------ | ------------------ | ---------------------------------- |
| 1997 | Your Own Reality               | 22                 | -                  | -                  | Skywalker 1999                     |
| 1998 | Dance For Eternity             | 26                 | -                  | -                  | Skywalker 1999                     |
| 1998 | Liquid Skies                   | 31                 | -                  | -                  | Skywalker 1999                     |
| 1999 | Destiny's Path                 | 29                 | -                  | 75                 | Trance & Acid                      |
| 2000 | Tiefenrausch (The Deep Blue)   | 41                 | -                  | 77                 | Trance & Acid                      |
| 2001 | Too Many Times                 | 24                 | -                  | 73                 | Trance & Acid                      |
| 2001 | Life Is Too Short              | 9                  | 32                 | 49                 | Trance & Acid                      |
| 2002 | Trance & Acid                  | 37                 | -                  | -                  | Trance & Acid                      |
| 2002 | 4 Just 1 Day                   | 12                 | 38                 | -                  | Contemplate (The Reason You Exist) |
| 2003 | Conscious                      | 44                 | -                  | -                  | -                                  |
| 2007 | Inflator/Aural Border          | -                  | -                  | -                  | -                                  |
| 2007 | Depressive Mood/Discreet Charm | -                  | -                  | -                  | -                                  |
| 2014 | This Is What It's All About    | -                  | -                  | -                  | -                                  |